# 灰毛香青
灰毛香青（学名：Anaphalis cinerascens）为菊科香青属的植物，是中国的特有植物。分布于中国大陆的云南、四川等地，生长于海拔4,000米的地区，一般生长在高山山坡岩石上。

## 异名
- Anaphalis cinerascens Ling et W. Wang var. congesta Ling et W. Wang